# The Ward
The Ward (englisch für ‚Die Krankenstation‘) ist ein US-amerikanischer Horrorfilm aus dem Jahr 2010. Regie führte John Carpenter. Die Hauptrollen spielten Amber Heard, Danielle Panabaker, Mamie Gummer und Jared Harris. Premiere war am 13. September 2010 beim Toronto International Film Festival, in Deutschland war der Start am 29. September 2011. Im deutschen Free-TV war der Film erstmals am 29. November 2013 bei RTL Zwei zu sehen. Gedreht wurde im US-Bundesstaat Washington mit einem Budget von rund 10 Millionen US-Dollar.

## Handlung
Nachdem sie ein abgelegenes Haus angezündet hat, wird Kristen völlig verstört und ohne jegliche Erinnerung an die Zeit vor dem Brand ins North Bend Hospital eingeliefert. Dort trifft sie in der Psychiatrie auf vier weitere verwirrte Frauen: Sarah, Iris, Emily und Zoey. Die Behandlung durch Dr. Stringer bleibt zunächst bei allen ohne Erfolg. So sieht Kristen nachts den Geist eines toten Mädchens, das eine Patientin nach der anderen tötet. Auch Kristen wird vermehrt von dem toten Mädchen angegriffen, beziehungsweise daran gehindert, die Klinik zu verlassen.
Mit der Zeit findet Kristen heraus, dass vor ihr zudem eine gewisse Alice in der Klinik lebte. Sie war niemals beliebt bei Sarah, Iris, Emily, Zoey und den anderen Mitbewohnern. Alice wurde deswegen von den anderen getötet und rächt sich nun als Geist bei den Verbliebenen. Schließlich werden alle bis auf Kristen von Alice getötet. Kristen gelingt es zunächst, Alice mit einer Feuerwehraxt, die in einem an der Wand befestigten Glaskasten hängt, zu verletzen und zu fliehen. Anschließend begibt sich Kristen in das Büro von Dr. Stringer und durchsucht dessen Unterlagen auf seinem Schreibtisch, in denen detaillierte Angaben über die Persönlichkeitsprofile der einzelnen Mädchen stehen. Als plötzlich Dr. Stringer hinzustößt, bedroht Kristen den Psychiater mit einer scharfen Glasscherbe, um endgültig die Wahrheit über Alice und ihren Tod zu erfahren. Daraufhin erklärt ihr Dr. Stringer, dass sie in Wirklichkeit Alice sei: Alice wurde als junges Mädchen entführt und über zwei Monate im Keller des Hauses, das sie später angezündet hat, festgehalten und misshandelt. Sie entwickelte daraufhin eine gespaltene Persönlichkeit (Sarah, Iris, Emily, Zoey, Tammy und Kristen). Diese entwickelten den Versuch, dominant zu werden und Alice komplett auszulöschen.
All ihre Erlebnisse waren nur in ihrem Geist, da ihre wahre Persönlichkeit versuchte, die anderen wieder zu verdrängen. Letztlich wird auch Kristen von Alice getötet und Dr. Stringer erklärt einige Tage später Alice und ihren Eltern, dass sie die Klinik bald verlassen könne. Der Film endet mit Alice, die ihr Zimmer ausräumt, aber schließlich von ihrer ehemaligen und immer noch dominanten Persönlichkeit Kristen, die mit einem Mal aus einem geöffneten Spiegelschrank herausspringt, erneut attackiert wird und somit einen Rückfall erleidet.

## Kritiken
The Ward erhielt ein schlechtes Presseecho, was sich auch in den Auswertungen US-amerikanischer Aggregatoren widerspiegelt. So erfasst Rotten Tomatoes überwiegend kritische Besprechungen und ordnet den Film damit als „Gammelig“ ein. Laut Metacritic fallen die Bewertungen im Mittel „Grundsätzlich Ablehnend“ aus. Es folgen einige repräsentative Pressestimmen:

„Der Regisseur reiht eine Gruselsequenz an die nächste. Indem er sie aber mit Schwarzblenden und anschließenden Zeitsprüngen verknüpft, wirkt vor allem die erste Filmhälfte wie eine Geisterbahnrevue. Und damit erweist sich The Ward als nur punktuell packendes Spannungskino.“

„Was an diesem Film herausragend gelungen ist, sind Atmosphäre und seine Bildsprache: Obwohl in der ersten Viertelstunde kaum ein Wort gesprochen wird, erzählen die Bilder alles, was man wissen will. Später dann übertragen enge klaustrophobische Flure die beklemmende Stimmung der Anstalt auf den Zuschauer.“

## Trivia
- Wenn die Patientinnen zusammen am Tisch im Speisesaal sitzen, beginnt Emily, das Kinderlied Boom, Boom, ain't it great to be crazy zu singen.
- Wenn Patientin Iris im Aufenthaltsraum eine Single auf einen Plattenspieler legt und einschaltet, tanzen die Patientinnen zu dem Song Run Baby Run (Back into my arms) von The Newbeats von 1965.
- Vergleichbare Filme mit ähnlicher Handlung und überraschender Wendung sind High Tension von 2003 und Shutter Island von 2010.